# Gråval
Gråvalen (Eschrichtius robustus) är enda arten i familjen gråvalar (Eschrichtiidae). Den förekommer i arktiska och tempererade havsområden av Stilla havet.

## Kännetecken
Kroppsfärgen är grå. Dessutom förekommer många vita fläckar. Gråvalen saknar ryggfena men har på ryggen flera knölar. Vid ansiktets undersida förekommer två till fyra rännor. I varje käke finns 130 till 180 barder varav de största är 34 till 45 centimeter långa. Artens bröstfenor är ungefär 1,2 till 1,5 meter långa.
Gråvalen har två näsöppningar och andningsångan skjuter ibland 2 meter upp. Djuret blir upp till 15 meter lång (utan stjärtfena), väger 20 till 37 ton och blir 50–70 år gammal. Honorna är några meter längre än hanarna. Huden är vanligen täckt av vita ärr efter parasiter som rankfotingar eller vallöss. Särskilt ofta finns långhals (Pollicipes pollicipes) på valens huvud och stjärtfena.

## Utbredning och habitat
Det finns två bestånd av gråvalar i Stilla havet; ett mindre bestånd som vandrar mellan Ochotska havet och södra Korea och ett större bestånd som vandrar mellan vattnen utanför Alaska och Baja California. Tidigare fanns ett bestånd i norra Atlanten, men detta utrotades av alltför högt jakttryck för cirka 300 år sedan. 2010 uppmärksammades dock en gråval i Medelhavet utanför Israels kust, men det är osäkert om arten är på väg tillbaka eller om det rör sig om en val som hamnat fel.
Gråvalen fanns tidigare även på bägge sidor av Atlanten. På den amerikanska östkusten dog den ut på 1700-talet, möjligen på grund av valfångst. Valen försvann från den europeiska sidan av Atlanten för ett par hundra år sedan av okända orsaker.

## Levnadssätt
Gråvalen simmar långsamt med en genomsnittlig hastighet på åtta kilometer per timme. Vid fara kan den nå en hastighet av tretton kilometer per timme. Den dyker vanligen fyra till fem minuter innan den kommer upp till vattenytan. Vid vattenytan utför de ofta hopp så att huvudet och främre delen av kroppen kommer upp i luften.

### Föda
Bägge populationer av gråval tillbringar sommaren i näringsrika havsområden. Den amerikanska populationen vistas i Berings hav och den asiatiska i Ochotska havet. Artens föda utgörs huvudsakligen av märlor (Amphipoda), men även av hoppkräftor och fiskar. Som enda art i gruppen bardvalar filtrar den även havets bottensediment för att komma åt födan. Vanligtvis simmar valen med sin högra kroppssida nedåt när den äter vid havets botten. Därför är barderna på denna sida mer slitna än på vänstra sida.

### Fortplantning
Den kaliforniska gråvalen påbörjar en två till tre månaders vandring på hösten och färdas 8-11 000 km söderut längs Nordamerikas västkust. Djuren färdas i små grupper och målet är kustvattnen utanför halvön Baja California och Californiaviken. Väl framme parar sig djuren och ungarna föds. Parningsbeteendet är komplext och omfattar ofta tre eller flera djur. Honan är dräktig cirka ett år och hon föder en unge vartannat år. Ungen föds med stjärten först och är cirka 4 meter lång. Det antas att gråvalarna föredrar att föda ungarna i grunt vatten i laguner då det där är lättare att skydda ungarna mot hajar.
Efter flera veckor börjar så återresan. Gråvalens årliga tur och returresa på 16-22 000 km med en genomsnittlig hastighet av 10 km/h anses vara den längsta vandringen något däggdjur genomför. En turistnäring runt valvandringarna har vuxit upp.

## Hot
Den amerikanska beståndet är relativt välmående, det finns troligen mer än 20 000 individer, men det asiatiska beståndet är hotat av utrotning. Det asiatiska beståndet har jagats intensivt, och har inte visat några tecken på återhämtning. Det innehåller troligen färre än 50 individer som kan reproducera sig, vilket är gränsen för IUCN:s klassifikation som akut hotad (löper mycket stor risk att dö ut i vilt tillstånd inom en mycket nära framtid). Det amerikanska beståndet har på senare år haft ett ovanligt stort antal individer som dukat under under vandringen och det har fötts färre ungar än vanligt.